# علی‌آباد (دشتی)
علی‌آباد، روستایی است از توابع بخش کاکی در شهرستان دشتی استان بوشهر ایران.

## جمعیت
این روستا در دهستان کاکی قرار داشته و براساس سرشماری سال ۱۳۸۵ جمعیت آن ۱۲۸ نفر (۳۲ خانوار) بوده و در سال ۱۳۹۵ جمعیت آن ۱۶۱ نفر می‌باشد.